# مارجريت شونيكان
مارجريت أ. شونيكان (وُلِدت 28 أكتوبر 1940) هي موظفة مدنية نيجيرية. أمضت شونيكان فترة طويلة من مسيرتها المهنية في مجلس امتحانات غرب أفريقيا (WAEC). عُيّنت شونيكان كمفوض الخدمة المدنية الفيدرالية من 1 أكتوبر 1986 حتى 31 مارس 1994. شغلت شونيكان أيضًا منصب سيدة نيجيريا الأولى لفترة قصيرة من 26 أغسطس 1993 حتى 17 نوفمبر 1993 خلال فترة الرئاسة الانتقالية لزوجها، إرنست شونيكان.

## السيرة الذاتية
وُلِدت مارجريت شونيكان في 28 أكتوبر 1940، في غاسو، نيجيريا البريطانية في ما يعرف بولاية زامفرة حاليًا. انتقل والداها إلى غاسو في أواخر ثلاثينيات القرن العشرين، حيث عمل والدها معلمًا في جمعية إرسالية الكنيسة. درست شونيكان في مدرسة كنيسة المسيح الأنجليكانية الابتدائية في غاسو، ومدرسة بيتر الابتدائية في مينا. ثم التحقت بالمدرسة الأنجليكانية للبنات في أوريتا-ميفا، في مدينة إبادان لمدة عام، ثم المدرسة الأنجليكانية الثانوية للبنات في إليسا (مدرسة سانت مارجريت حاليًا) من 1945 حتى 1958، ثم درست في مدرسة إبادان للقواعد من يناير 1959 حتى ديسمبر 1960.
التحقت شونيكان بعد ذلك بجامعة كلية إبادان (جامعة إبادان حاليًا) في الفترة بين 1961 ويونيو 1965، وحصلت على بكالوريوس الآداب، تخصص التاريخ مع مرتبة الشرف. حصلت لاحقًا على دبلوم الدراسات العليا في الإدارة من كلية سانت غودريك في لندن عام 1968.
تدربت مارجريت شونيكان كمسجل مساعد في مجلس امتحانات غرب أفريقيا (WAEC) في الأول من أكتوبر 1965. أمضت شونيكان أغلب حياتها المهنية في المجلس، ثم عُيّنت لاحقًا في منصب نائب مسجل في المجلس من 1 أبريل 1982 حتى 30 سبتمبر 1986.
في 1986، تركت مارجريت شونيكان عملها في WAEC بعد أن عينتها الحكومة الفيدرالية النيجيرية في مفوضية الخدمة المدنية الفيدرالية، والتي يتلخص عملها في الإشراف على الخدمة المدنية. عملت شونيكان كمفوض الخدمة المدنية الفيدرالية من 1 أكتوبر 1986 حتى 31 مارس 1994.
أصبح زوجها، إرنست شونيكان، الرئيس الانتقالي المؤقت لنيجيريا في عام 1993. نتيجة لذلك، صارت مارجريت شونيكان سيدة نيجيريا الأولى لمدة 83 يومًا فقط من 26 أغسطس 1993 حتى 17 نوفمبر 1993. انتهت فترة رئاسة شونيكان بعد أن أطاح به الانقلاب الذي قاده اللواء ساني أباتشا في 17 نوفمبر 1993.
عادت شونيكان لعملها في مجلس امتحانات غرب أفريقيا في 1 أبريل 1994، في منصب النائب الأول. ترقّت شونيكان لاحقًا إلى منصب رئيس المكتب الوطني للمجلس في 20 أكتوبر 1995 متغلبةً على خمسة زملاء ذكور كانوا ينافسونها على هذا المنصب. شغلت شونيكان منصب رئيس المكتب الوطني في المجلس من 30 أكتوبر 1995 حتى تقاعدها في 30 سبتمبر 2000. وصفت شونيكان فترة عملها كرئيس المكتب الوطني بأنها أصعب فترة خلال مسيرتها المهنية مع المجلس، بسبب ضعف مصادر التمويل وفراغ الخزينة في ذلك الوقت. تقاعدت شونيكان من عملها في مجلس امتحانات غرب أفريقيا في عام 2000.